# Sissel Tolaas

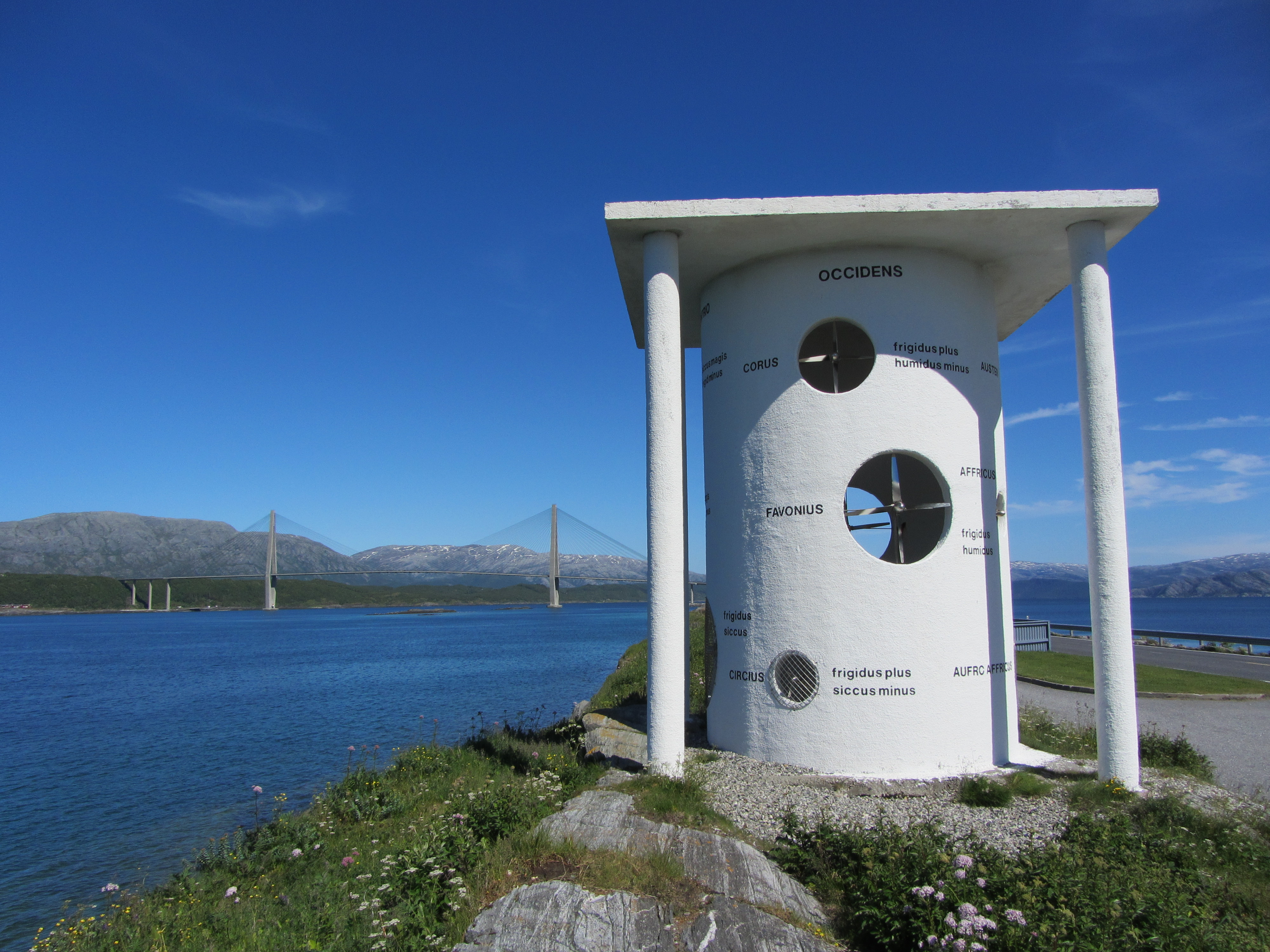
Vindenes hus i Alstahaugs kommun i Norge

Sissel Tolaas, född 1961 i Stavanger, är en norsk konstnär. Hon har sedan 1986 bott och arbetat i Berlin.
Sissel Tolaas växte upp i Stord och utbildade sig på Vestlandets Kunstakademi i Bergen, konstakademier i Warszawa och Poznan, samt på Statens Kunstakademi i Oslo 1985.
Hon har ägnat mycket arbete åt att utforska lukter.
Sissel Tolaas deltog i dOCUMENTA (13) i Kassel. Tolaas är representerad vid bland annat Göteborgs konstmuseum.

## Offentliga verk i urval
- Terra maximum i Wanås skulpturpark
- Stord-døra vid inseglingsleden till Leirvik.
- Vindenes hus, 1994, i Alstahaug